# 费尔德巴赫县

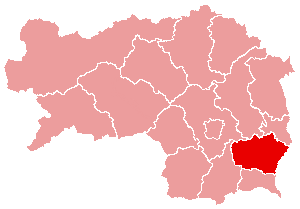
费尔德巴赫县在施泰爾馬克州的位置

费尔德巴赫县（德語：Bezirk Feldbach）是奥地利施泰爾馬克州所辖的一个旧县。总面积727.3平方公里，总人口67200，人口密度92人/平方公里（2001年）。行政中心位于费尔德巴赫。2013年1月1日，费尔德巴赫县与拉德克斯堡县合并为东南施泰尔马克县。

## 行政区域
费尔德巴赫县曾辖有55个市镇。